# Poradivka, Vasîlkiv
Poradivka (în ucraineană Порадівка) este localitatea de reședință a comunei Poradivka din raionul Vasîlkiv, regiunea Kiev, Ucraina.

## Demografie
Componența lingvistică a localității Poradivka
     Ucraineană (96,92%)
     Rusă (1,76%)
     Belarusă (1,32%)
Conform recensământului din 2001, majoritatea populației localității Poradivka era vorbitoare de ucraineană (96,92%), existând în minoritate și vorbitori de rusă (1,76%) și belarusă (1,32%).